# Glomeridesmus circularis
Glomeridesmus circularis är en mångfotingart som beskrevs av Loomis 1964. Glomeridesmus circularis ingår i släktet Glomeridesmus och familjen Glomeridesmidae. Inga underarter finns listade i Catalogue of Life.